# SYS
.SYS är en filändelse som bland annat i DOS och Windows betyder att den aktuella datorfilen är en systemfil. Det kan antingen vara en textfil, till exempel config.sys eller en binärfil (exempelvis msdos.sys i MS-DOS). Oftast i DOS är filerna enhetsdrivrutiner.
SYS är kommandot för att föra över systemfilerna från en enhet till en annan i DOS.